# ثورة تسقيف الضرائب
ثورة تسقيف الضرائب (بالإنجيليزية:Rates-capping rebellion) جاءت بشكل حملة سياسية داخل المجالس المحلية الإنجليزية في عام 1985، هدفت إلى إجبار زعيمة حكومة المحافظين مارغريت تاتشر على سحب صلاحيات تقييد نفقات المجالس. كانت تقريباً جميع المجالس المتأثرة مُدارة من قبل قيادات حزب العمال اليساري. تمثل نهج الحملة برفض المجالس التي قُيّدت ميزانياتها بوضع أي ميزانية على الإطلاق للسنة المالية 1985-1986، ما تطلب من الحكومة التدخل مباشرة في تقديم الخدمات المحلية أو تقديم التنازلات. ومع ذلك، حددت جميع المجالس الخمسة عشر سعر الضريبة في نهاية المطاف بعد أن رفضت ذلك في البداية، وفشلت الحملة في تغيير سياسة الحكومة. وما تزال صلاحيات تقييد ميزانيات المجلس قائمة منذ ذلك الحين.
شكّل ارتفاع الإنفاق الحكومي المحلي لفترة طويلة مصدر قلق للحكومة المركزية، لكن أثارت الصلاحيات المباشرة للحد من ميزانيات المجالس الفردية الجدلَ؛ فعارضها بعض أعضاء حزب المحافظين. وبما أن الإجراء يمر عبر البرلمان، أدت المعارضة الداخلية داخل مجلس مدينة ليفربول إلى تأخير طويل في وضع الميزانية الذي انتهى فقط عندما زيدت المنح الحكومية. اعتقاداً بأن ليفربول قد أُجبرت على تقديم تنازلات، قرر زعماء مجلس العمل اليساري محاكاة نهجهم، على الرغم من تحذيرات ليفربول بأن النجاح كان غير مرجح. اعتُبر الامتناع عن وضع الميزانية أمراً غير قانوني، وأثارت الحملة خلافًا، ولم تنجح في حصد تأييد جميع أطراف حزب العمال اليساري، وأوضحت قيادة الحزب عدم دعمها للحملة.
أنهت ثمانية مجالس حملتها عندما اقترحت القيادة ميزانية قانونية، ستة منها عندما انضم مستشارون من مجموعة الأغلبية إلى مستشارين معارضين؛ بهدف الانقلاب على القيادة حسب اعتراف لويسهام في ظروف فريدة من نوعها. عُقد مجلسا لامبث وليفربول مدةً أطول من غيرهما، وخضعا لتدقيق استثنائي، ما أدّى بالنتيجة إلى إجبار أعضاء المجلس -المسؤولين عن عدم وضع الميزانية- على تسديد المبلغ الذي فقده المجلس بالفائدة، إضافةً إلى ذلك، استُبعدوا أيضاً من مناصبهم. تسبب تأخر ليفربول في وضع الميزانية في حدوث أزمة مالية حادة ندّد بها نيل كينوك زعيم حزب العمال.

## الخلفية

### ضرائب الأملاك (الرسوم)
حتى عام 1989 في اسكتلندا و1990 في إنجلترا وويلز، كانت المجالس المحلية تجمع إيراداتها من خلال ضريبة تُعرف باسم ضريبة الأملاك. فُرِض على جميع الممتلكات -سواء كانت سكنية أم تجارية- قيمة خاضعة للضريبة نسبةً للإيجار السنوي المقدَّر الذي ستُدخِله هذه الممتلكات. في عملية وضع الميزانية. يحدد المجلس إجمالي المبلغ اللازم زيادته محلياً، ثم يقسمه على إجمالي القيمة الخاضعة للضريبة ضمن حدوده للحصول على نسبة القيمة الخاضعة للضريبة (التي يتعين على كل صاحب عمل أو شركة دفعها). عُرفت هذه النسبة باسم «الرسوم» لهذا العام ولهذا كانت العملية معروفة باسم «وضع الرسوم».
نتيجة وجود مستويين من الحكم المحلي، عُيِّن أحدهما (المستوى الأدنى) سلطة محلية رئيسة، مع تحديد سلطة الطبقة العليا لضريبتها بشكل أساسي ضريبي أُضيف إلى الرسوم التي وضعتها وغطتها سُلطات المستوى الأدنى. كان المستوى الأدنى مسؤولاً عن تحصيل المبلغ بالكامل ثم نقل عائدات الأساس الضريبي إلى السلطة العليا.

### الأهداف والعقوبات
دخل حزب المحافظين إلى السلطة في عام 1979 ملتزماً بتخفيض الإنفاق العام، وكان تخفيض الإنفاق من قبل السلطات المحلية جزءاً من هذه الرغبة منذ البداية. في أوائل شهر نوفمبر عام 1979، أعلن وزير البيئة مايكل هيسيلتين عزمه على تبني سياسات للحد من إنفاق السلطات المحلية المفرط. بدءاً من السنة المالية 1980-1981، خُفِّضت مِنح الحكومة المركزية للمجالس التي اعتُقد بأنها مفرطة الإنفاق. في السنة 1981-1982، أُدخِل نظام يُعرف باسم «الأهداف والعقوبات».
مع ذلك، فقد أشار انتخاب المزيد من أعضاء مجالس العمال ومجالس العمال ذاتها -ضمن الانتخابات المحلية في عامي 1981 و1982  الذين ارتبط الكثير منهم باليسار- إلى حقيقة أن المزيد من المجالس ملتزمون بشكل واضح بزيادة الإنفاق العام. بدأ الإنفاق الحكومي المحلي بالارتفاع مرة أخرى في 1982-1983. عندما وجدت المجالس بأن مِنحهم من الحكومة المركزية قد خُفِّضت، لم يكن ردهم هو خفض ميزانياتهم، بل زيادة الضرائب أكثر للتعويض. فُرِضت الضغوطات داخل الحكومة، وخاصة من قبل وزارة المالية ورئيس الوزراء ليون بريتان، على وزارة البيئة لاتخاذ إجراءات أكثر فعالية. في 16 يوليو 1982، أخبر بريتان مؤتمر جمعية الرؤساء التنفيذيين وكبار المديرين في السلطة المحلية أن استمرار الإنفاق المفرط «من شأنه أن يتسبب في تدخل الحكومة المركزية بشكل أكبر من أي وقت مضى وسعيها إلى الحصول على صلاحيات أكبر على تمويل السلطات المحلية».

### لجنة مجلس الوزراء
في يونيو عام 1982، شُكِّلت لجنة مجلس الوزراء التي ترأسها بريتان، للنظر في اقتصاد الحكومة المحلي. في هذه اللجنة، طُرِحت فكرة منح الحكومة المركزية صلاحيات للحد من الضرائب. غير أنّه قد ثبت أن هذا الأمر لا يحظى بشعبية كبيرة لدى معظم الوزراء في اللجنة: اعتقد مايكل هيسيلتين ونائبه توم كينج أن الأمر سيكون بالغ التعقيد وربما غير قانوني، وكان على النائب العام السير مايكل هافرز تقديم النصيحة بخصوص هذا الأمر. عندما رفعت اللجنة تقريرها إلى مجلس الوزراء في 17 يناير 1983 ضد فكرة الحد من الضرائب، رفضت مارغريت تاتشر التقرير وأصدرت تعليمات إلى توم كينج (الذي رُقِّيَ منذ ذلك الحين إلى وزير البيئة) للتوصل إلى نظام منيع ومضمون.

### اقتراح تقييد الضرائب
كلّف كينج تيري هايسر -الموظف الحكومي ثم نائب الوزير المسؤول عن المالية والحكم المحلي في دائرة البيئة- بمهمة تطوير السياسة. أنتج هايسر برنامجين يُعرفان باسم تقييد الضرائب «الانتقائي» و«العام» وجرت الموافقة عليها في اجتماع مجلس الوزراء في  12 مايو، بعد ثلاثة أيام من استدعاء تاتشر لإجراء انتخابات عامة. صرّح حزب المحافظين في بيان خاص له:
هناك.. عدد من سلطات العمل المبذرة بشكل صارخ سببت ضيقًا شديدًا عن طريق مطالبها الضريبية الباهظة لدافعي الضرائب من رجال الأعمال والمحليين على حدٍّ سواء. سنسنّ قانونًا للحد من الزيادات الضريبية المفرطة وغير المسؤولة من قبل المجالس مفرطة الإنفاق، ولتوفير مخطط عام للحد من الزيادات الضريبية لجميع السلطات المحلية لاستخدامه عند الضرورة.
أُتْبِع انتصار المحافظين في الانتخابات في 1 أغسطس عام 1983 بإقرار ورقة بيضاء وضعت المزيد من التفاصيل حول الاقتراح. وذُكِر فيها أن السلطات ستُختار على أساس عدة عوامل، لا فقط على المستوى المطلق للإنفاق مقارنةً بالنفقات المتعلقة بالمِنح؛ (فكان على المستوى النظري الذي حددته الحكومة توفير مستوى قياسي من الخدمة):
ولكن يمكن أيضاً أخذ عوامل أخرى بعين الاعتبار، كالتوجهات الحديثة في نفقات إحدى السلطات مقارنةً بنفقات السلطات المماثلة الأخرى، بالإضافة إلى أدائها العام رداً على توجيهات الإنفاق التي قُدّمت إلى السلطات من قبل وزير الخارجية، ومستويات القوى العاملة، ومستوى الضرائب لديها.
تبيّن من خلال تحديد السلطات المحلية -التي كانت تنفق أكثر بكثير مما تلقته من المنح وأكثر من الأهداف التي وضعتها الحكومة- بأنها جميعاً خاضعة لسيطرة حزب العمال باستثناء شركة مدينة لندن. أعلنت الحكومة أنها تهدف إلى سن قانون في عام 1984، ثم ستختار عددًا قليلًا من المجالس لتخفيض سقف الضرائب لديهم في 1985-1986. أثار اقتراح تسقيف الضرائب الجدلَ، وكان الكثيرون في الحكومة المحلية قلقين عما سيؤول إليه الوضع؛ وخصوصاً لجنة التدقيق المسؤولة عن الإشراف على إنفاق الحكومة المحلية التي شعرت بالقلق من إمكانية الانخراط ضمن صراع سياسي، ما سيلقي ظلالاً من الشك على استقلاليتها.